# Llewellyn Hilleth Thomas
Llewellyn Hilleth Thomas [lévlin híleθ θómas], angleško-ameriški fizik in matematik, * 21. oktober 1903, London, Anglija, † 20. april 1992, Raleigh, Severna Karolina, ZDA.

## Življenje in delo
Thomas je najbolj znan po svojem delu v atomski fiziki. Odkril je pojav, imenovan po njem, Thomasovo precesijo, popravek spinsko-orbitalne interakcije v kvantni mehaniki, ki upošteva relativistično podaljšanje časa med elektronom in jedrom vodikovega atoma. Znan je tudi po delu statističnega modela atoma, ki sta ga kasneje razvila Dirac in von Weizsäcker. Kot Thomas-Fermijev model iz leta 1927 je bil predhodnik kvantnomehanske metode elektronske strukture sistemov več teles (funkcionalna teorija gostote).
Študiral je na Univerzi v Cambridgeu, kjer je diplomiral leta 1924. Tu je tudi opravil magisterij leta 1927 in doktoriral leta 1928. Pojav Thomasove precesije je opisal leta 1926 pri opisovanju razlike med napovedmi teorije spinsko-orbitalne vezi in eksperimentalnimi izsledki.
V letu 1929 je postal profesor fizike na Univerzi Ohia v Athensu, kjer je ostal do leta 1943. Leta 1933 se je poročil z Naomi Estelle Frech. Med letoma 1943 in 1945 je raziskoval na področju balistike na Aberdeenskem preskuševalnem poligonu v Marylandu. Leta 1946 se je priključil Watsonovemu znanstvenemu računskemu laboratoriju na Univerzi Columbia, kjer je delal do leta 1968. Ameriška Nacionalna akademija znanosti (NAS) ga je leta 1958 izbrala za svojega člana. Od leta 1968 je bil gostujoči profesor na Državni univerzi Severne Karoline (NCSU) v Raleighu, kjer je ostal do upokojitve leta 1976.